# Тёрнер, Дэвид
Дэ́вид А. Тёрнер — английский учёный, работавший в области компьютерных наук и информатики, один из пионеров-первопроходцев в области аппликативного программирования. Сын еврейских иммигрантов во втором поколении. Был профессором университетов Сент-Эндрюсса, Кента, Миддлсекса в Англии. Наиболее известен своими изобретениями и разработками в области науки о вычислениях:
- Комбинаторная редукция на графах;
- Несколько функциональных языков программирования:
  - SASL (1976),
  - Kent Recursive Calculator (KRC) (1981),
  - Miranda (1985), оказавший глубочайшее влияние на язык Haskell.